# Diogo Silva (Handballspieler)
Diogo Borges da Silva (* 2. Juli 1998 in Vila Nova de Gaia) ist ein portugiesischer Handballspieler.

## Karriere

### Verein
Diogo Silva lernte das Handballspielen am Colégio Carvalhos. Im Jahr 2014 wechselte er in die Jugendabteilung des FC Porto, bei dem er in der Saison 2015/16 zu seinem ersten Einsatz in der ersten portugiesischen Liga, der Andebol 1, kam. In der Folge wurde der 1,98 m große rechte Rückraumspieler mehrfach verliehen. Für den Erstligisten ADA Maia erzielte er 45 Tore in 23 Spielen, für Artística de Avanca in zwei Jahren 311 Treffer in 80 Partien. In der Saison 2019/20 lief er leihweise für den slowenischen Rekordmeister RK Celje auf, mit dem er den slowenischen Supercup, den Pokal und die Meisterschaft gewann. Anschließend kehrte er nach Portugal zurück. Mit Porto gewann er 2021 und 2022 die Meisterschaft sowie 2021 den Pokal und den Supercup. Ab 2022 spielte der Linkshänder auf Leihbasis beim französischen Erstligisten Pays d’Aix UC. Seit dem Sommer 2024 läuft er für den dänischen Erstligisten KIF Kolding auf.

### Nationalmannschaft
Mit der portugiesischen Juniorennationalmannschaft belegte Silva den vierten Platz bei der U-20-Europameisterschaft 2018. Als zweitbester Torschütze wurde er zudem in das All-Star-Team und zum besten Spieler des Turniers gewählt.
Er stand im Aufgebot der portugiesischen A-Nationalmannschaft für die Weltmeisterschaft 2023.